# Flask Glacier
Flask Glacier är en glaciär i Antarktis. Den ligger i Västantarktis. Argentina, Chile och Storbritannien gör anspråk på området. Flask Glacier ligger 350 meter över havet.
Terrängen runt Flask Glacier är huvudsakligen kuperad, men åt nordväst är den bergig. Trakten är obefolkad. Det finns inga samhällen i närheten.